# Metavari
Metavari (em georgiano: მთავარი; romaniz.: mt'avari, "príncipe", literalmente "cabeça/chefe", de t’avi, "cabeça", com o prefixo de agente m-) foi um título feudal da Geórgia, comumente traduzido como príncipe. O caso mais antigo do uso de metavari são os textos hagiográficos georgianos do século V. Do séculos XI-XIV, este título, junto com tavadi, foi sinônimo de eristavi, e todos referiram-se a alguém dos nobres superiores, um príncipe. Ao longo da Idade de Ouro do Reino da Geórgia (séculos XII-XIII), o título gradualmente mudou de condicional para hereditário, um processo concluído no final do século XV. No século XV, o termo metavari foi aplicado apenas para cinco príncipes reinantes da Geórgia Ocidental (Mesquécia, Mingrélia, Gúria, Suanécia e Abecásia), cujos poderes autônomos foram finalmente eliminados com a conquista pelo Império Russo entre 1801-1805.